# 莲花山乡 (盈江县)
莲花山乡是云南省德宏傣族景颇族自治州盈江县曾经下辖的一个乡，驻地在兴和村公所贺勐街，傣族、汉族是乡内主要民族:1093。历史上莲花山是盏达土司的驻地，莲花山乡已于2005年撤销。

## 历史
明天顺二年（1458年），干崖宣抚司“陶孟”（大头领）刀思忠升为土司副使，居盏达，后形成盏达副宣抚司:180，驻地在莲花山。民国元年（1912年），国民政府设盏达弹压委员，治莲花山，民国2年（1913年）改盏达行政委员。民国21年（1932年）置莲山设治局，治所设在莲花山土司署内，此后一度搬迁至太平街并迁回，直至1950年5月中国人民解放军保山司令部暨保山专员公署莲山代表团进驻莲山地区接管国民党与盏达土司土流并治的政权。此后在小平原成立莲山各民族行政委员会，莲山地区的行政中心从莲花山转移到小平原。:89-90
民国23年（1934年），流官体系中成立莲山设治区第一区，治莲花镇，管理莲花山地区；土官体系中为盏达土司辖莲花山保董。1952年3月撤销乡镇建制，莲花山属莲山县第一区，区治初在小平原，1957年迁往莲花山。1958年盈江县与莲山县合并后，县下区划再次变动，成立人民公社，莲花山属平原公社。1959年2月撤销人民公社，属平原区。此后在文化大革命运动中改为东方红公社，1973年复名平原公社。此后，平原镇从公社中分出成立城关公社，平原公社更名莲花山公社。1984年4月盈江县废人民公社体制，开始设区建乡体制改革，成立莲花山区。1987年10月，盈江县施行区乡体制改革，莲花山区改为莲花山乡。:92-952005年10月，莲花山乡撤销，辖境并入平原镇:2609。

## 地理
莲花山乡位于盈江县县城以北，乡境东、西、北三面环山，中南部属大盈江坝区。莲花山乡北接勐弄乡，东北依新城乡，南靠平原镇，西南是太平乡，西部为昔马镇。全乡面积279.57平方千米，共有耕地27,976亩，人均耕地2.5亩。莲花山乡的坝区属亚热带气候，最冷月平均气温11℃，最热月平均气温18.9℃，年降雨量1,630毫米。最高点尖峰山海拔2,695米，乡政府驻地海拔840米。:98

## 行政区划
莲花山乡下辖以下地区：
兴和村、陇中村、拱腊村、高里村和新莲村。:559-562